# El Morro (Badajoz)
El Morro es una montaña española que se encuentra en el término municipal de Oliva de Mérida (Badajoz, Extremadura) en la que se puede encontrar una iglesia, convertida en cementerio durante la Guerra Civil.
En esta montaña se pueden encontrar cuevas en las que se escondían los bandoleros en el pasado.
- Datos: Q5822554